# Santa's Slay
Santa's Slay è un film del 2005 diretto da David Steiman.
È uscito nelle sale americane il 20 dicembre 2005 e in quelle canadesi il 25 ottobre 2005.
Il film uscì in Italia direttamente in DVD il 5 dicembre 2007.

## Trama
Nella notte di Natale del 2005, la famiglia Mason si sta godendo la cena di Natale, quando Babbo Natale scende dal camino e li uccide tutti quanti, compreso il loro cane.
Sulla sua slitta guidata da una renna infernale, arriva a Santa Hell Township e continua a uccidere la gente del posto in diversi modi. In una delle sue stragi, Santa uccide gli occupanti di uno strip club locale frequentato dal pastore Timmons, che riesce a sopravvivere al massacro. Più tardi, uccide il proprietario di un negozio dove lavora un teenager di nome Nicholas Yuleson che vive con suo nonno, un inventore che ha creato un bunker in cantina per sopravvivere al Natale. Quando Nicolas chiede al nonno perché odia il Natale, lui gli mostra The Book Of Claus, che rivela le origini di Babbo Natale. A quanto pare, Santa è stato il risultato della concezione di una vergine per opera di Satana: Natale era "il giorno di uccidere" di Santa fino a quando, nell'anno 1005 un angelo, sconfitto Santa in una partita di curling, lo condanna a consegnare regali di Natale per 1000 anni. Ciò significa che Santa sarà libero di uccidere ancora nel 2005.
Giunto sul luogo del delitto, Nicholas è portato alla stazione di polizia per un interrogatorio. Dopo aver spiegato tutto alla polizia ritorna a casa con la macchina della sua fidanzata Mary, che lavora con lui al negozio. Santa ruba una macchina della polizia e insegue i ragazzi, che però riescono a fuggire. Vanno a casa di Nicolas ed entrano nel bunker insieme al nonno, con Santa alle loro calcagna. Dopo essere stati scoperti, Nicolas e Mac riescono a fuggire con una motoslitta, ma il nonno è travolto e ucciso da Santa.
I due ragazzi si nascondono quindi in una scuola, sperando che i poteri di Babbo Natale termineranno quando il Natale finirà, ma saranno invece costretti a confrontarsi con lui. Stanno quasi per essere uccisi da Santa, ma vengono salvati dal nonno, che in realtà è l'angelo che inizialmente aveva sconfitto Santa, questi lo sconfigge di nuovo e impone a Santa di consegnare regali il giorno di Natale questa volta per l'eternità. Il Natale finisce e i suoi poteri scompaiono, così fugge con la sua slitta, ma la sua "renna" viene uccisa dal padre di Mac con un bazooka. Pastor Timmons viene trovato morto in un costume da Babbo Natale e si presume che sia stato lui l'assassino, mentre in realtà il vero Babbo Natale prende un volo per il Polo Nord.

## Curiosità
- Nei titoli di apertura, il film gioca sul fatto che "Santa" è un anagramma di "Satan" (Satana).
- Il nome "Nicholas Yuleson" è ovviamente un gioco di parole di Yule, il quale è un altro nome che indica il Natale, così come San Nicola è un altro nome per Santa Claus (Babbo Natale).
- Il fatto di usare come renna un bisonte albino per trainare la slitta di Babbo Natale è un riferimento ai tarocchi dei nativi americani: infatti, il Bisonte Bianco è sia un simbolo di pace (se accompagnato da una donna che monta sulla sua groppa), sia una personificazione del Diavolo (se rappresentato da solo).